# Elias Jonsson
Elias Jonsson var en spelman från Ede i Offerdals socken, Krokoms kommun, Jämtland. Jonsson spelade munspel och var känd för bland annat sina Lapp-Nilspolskor och jämtländska valser. Elias Jonsson var född och uppvuxen i Jänsmässholmen. Han var en av de spelmän i Offerdal som förde traditionen från Lapp-Nils vidare; andra var bland annat bröderna Olle Falk och Ante Falk. Jonsson medverkade på ett flertal skivor med folkmusik och i olika TV-sändningar.

## Utgivna skivor i urval
- Folkmusik i Sverige: Munspel och Handklavér (1973)
- Folkmusik i Sverige 7: Spelmän i Jämtland och Härjedalen (1975)